# Trichaphodius schoutedeni
Trichaphodius schoutedeni är en skalbaggsart som beskrevs av Antoine Boucomont 1928. Trichaphodius schoutedeni ingår i släktet Trichaphodius och familjen Aphodiidae. Inga underarter finns listade i Catalogue of Life.